# IC5
O IC 5 é um itinerário complementar que faz a ligação entre a   A 24 , em Vila Pouca de Aguiar, e Miranda do Douro.
Foi pensado como um eixo estruturante que permitisse ligar o litoral norte ao interior do país, entre Vila do Conde e Miranda do Douro. No entanto, a secção entre a origem do itinerário e Vila Pouca de Aguiar foi construída com o perfil de auto-estrada, tendo sido classificada como   A 7 .
É uma estrada bastante importante para a região transmontana porque veio "desencravar" vários municípios cujas acessibilidades se classificavam abaixo do medíocre, principalmente os de Alfândega da Fé, Mogadouro e Miranda do Douro.
Relativamente aos restantes troços, o troço entre Vila Pouca de Aguiar e Murça encontra-se em projecto, não sendo de esperar que avance nos próximos anos. Existe também a intenção, suportada por algumas populações do lado espanhol da fronteira, de prolongar o IC 5 desde o seu futuro término provisório, em Duas Igrejas, junto a Miranda do Douro, até Espanha, através de uma ponte internacional, não existindo ainda nenhum projecto para a ligação ou localização para a ponte internacional.
Actualmente o IC5 também já fazia parte de um troço entre Fafe e Guimarães, não participando na A7.
O troço entre o Pópulo e Duas Igrejas foi totalmente disponibilizado à circulação em 2 de Maio de 2012.
O ponto mais alto desta via rápida localiza-se a poucos quilómetros de Mogadouro, a cerca de 820 m de altitude, em pleno Planalto Mirandês, sendo que o ponto mais baixo se localiza no Vale da Vilariça, perto de Sampaio, no concelho de Vila Flor, a cerca de 180 m de altitude.
Esta via rápida foi muito bem construída e projetada no troço entre Mogadouro e Miranda do Douro, pois este trajeto inclui retas, uma delas com mais de 8 km e outras com cerca de 5 km de extensão.
Costuma ter uma maior utilização nos meses de época festiva ou balnear, nomeadamente nos principais meses do verão (julho e agosto) e ainda na época do Natal e Páscoa, de onde uma boa parte da população de origem da região regressa para um encontro com os seus antepassados e férias, utilizando esta via como acesso a tal. Assim, o tráfego médio diário tenderá a ser maior em tais tempos.

## Estado dos Troços
| Troço                                          | Situação                                                                                | km   |
| ---------------------------------------------- | --------------------------------------------------------------------------------------- | ---- |
| Vila Pouca de Aguiar ( A 24 ) - Pópulo ( A 4 ) | Em projeto                                                                              | 32   |
| Pópulo ( A 4 ) - Carlão                        | Em serviço (22 de dezembro de 2010) (Concessão: Douro Interior)                         | 7,0  |
| Carlão - Pombal                                | Em serviço (2 de maio de 2012) (Concessão: Douro Interior)                              | 16,9 |
| Pombal - IP 2                                  | Em serviço (30 de novembro de 2011) (Concessão: Douro Interior)                         | 24,2 |
| IP 2 - Sardão                                  | Em serviço (2 de maio de 2012) (Concessão: Douro Interior)                              | 19,9 |
| Sardão - Meirinhos                             | Em serviço (14 de maio de 2004) como variante à N 315 Reclassificado (4/2012) para IC 5 | 7,0  |
| Meirinhos - Mogadouro                          | Em serviço (2 de maio de 2012) (Concessão: Douro Interior)                              | 18,2 |
| Mogadouro - Miranda do Douro (Duas Igrejas)    | Em serviço (22 de setembro de 2011) (Concessão: Douro Interior)                         | 37,3 |

## Perfil
| Troço                    | Perfil | Extensão |
| ------------------------ | ------ | -------- |
| Pópulo ( A 4 ) - Carlão  |        | 7 km     |
| Pombal - IP 2            |        | 24 km    |
| IP 2 - Alfândega da Fé   |        | km       |
| Sardão - Meirinhos       |        | km       |
| Meirinhos - Duas Igrejas |        | 37 km    |

## Nós de Ligação

### Murça (Alto do Pópulo) - Miranda do Douro (Duas Igrejas)
| Saída               | Destinos                                             | Estrada que liga |
| ------------------- | ---------------------------------------------------- | ---------------- |
| X                   | Porto / Vila Real / Mirandela Quintanilha / Bragança | A 4 ( 27)        |
| 5                   | Murça / Pópulo                                       | N 15             |
| 5 / 6               | Alijó / Vila Chã                                     | N 212            |
| 6                   | Carlão Santa Eugénia                                 | M 582 M 594      |
| 7                   | Pinhal do Norte / Pombal                             | M 314-1          |
| 8                   | Carrazeda de Ansiães                                 | N 214            |
| 9                   | Vila Flor / Mirandela                                | N 215            |
| 10                  | Bragança / Macedo de Cavaleiros Lodões               | IP 2 N 102       |
| Troço comum ao IP 2 |                                                      |                  |
| 11                  | Guarda / Vale do Côa Torre de Moncorvo               | IP 2             |
| 12                  | Alfândega da Fé                                      | N 215            |
| 13                  | Alfândega da Fé Cerejais                             | N 215 M 615      |
|                     |                                                      |                  |
| saída 14            | Sardão / Santo Antão                                 | N 315            |
| saída 14A           | São Pedro                                            |                  |
| saída 15            | Meirinhos                                            | N 315            |
|                     |                                                      |                  |
| 16                  | Freixo / Castelo Branco / Lagoaça                    | N 221            |
| saída 17            | Vale do Porco / Vilar de Rei                         | N 221            |
| 17A                 | Mogadouro                                            | N 221            |
| 18                  | Mogadouro / Vimoso                                   | N 221            |
| 19                  | Brunhosinho Sanhoane                                 | N 221 M 1182     |
| 20                  | Urrós Travanca ESPANHA                               | M 601 N 221-7    |
| 21                  | Sendim Palaçoulo                                     | N 221 - 2        |
| 22                  | São Pedro Silva Duas Igrejas                         | M 568            |
|                     | acesso local                                         | N 221            |
| direcção            | ESPANHA Miranda do Douro                             | N 221            |

## Áreas de Serviço
- Área de Serviço de Mogadouro (km 93)

## Estudos de Traçado
1. Relatório do Projecto de Execução do IC 5 - Murça / Carlão:
2. Resumo Não-Técnico do Estudo de Impacto Ambiental do IC 5 - Carlão / Pombal:
3. Relatório do Projecto de Execução do IC 5 - Pombal / Nozelos:
4. Relatório do Projecto de Execução do IC 5 - Nozelos / Mogadouro:
5. Relatório do Projecto de Execução do IC 5 - Mogadouro / Miranda do Douro: